# Frank Deboosere
Frank Jozef Julia Deboosere (Mechelen, 1 augustus 1958) is een Belgisch voormalig weerman voor de VRT.
Deboosere heeft een kandidaatsdiploma in de wetenschappen, richting natuurkunde, en ging later regentaat Nederlands, Engels en Geschiedenis studeren. Hij was als vijftienjarige in 1973 oprichter van JVS Pallas, een jongerenvereniging voor sterrenkunde.

## Levensloop

### Carrière als weerman
In maart 1987 werden vier presentatoren aangenomen ter opvolging voor Armand Pien: Georges Küster, Bob De Richter, Frank Deboosere en diens vrouw Hilde Simons. Laatstgenoemde werd na zes maanden, in de zomer van 1987, opgevolgd door Peggy De Meyer. Deboosere presenteerde zijn eerste weerbericht op 12 maart 1987. In 1993 hielden Bob De Richter en Peggy De Meyer ermee op. Zij werden vervangen door Eric Goyvaerts, Sabine Hagedoren en Ron Cornelissen. In 1997 werd beslist de VRT-weerploeg af te slanken. Sindsdien presenteerde Frank Deboosere afwisselend met Sabine Hagedoren (en sinds 2019 ook met Bram Verbruggen) het weerbericht op de VRT-televisie en -radio.
Op 20 maart 2023 ging Deboosere op 64-jarige leeftijd met pensioen als weerman bij de VRT. Ongeveer anderhalf miljoen kijkers keken naar zijn laatste weerpraatje en het eresaluut van honderden collega’s, met een terugblik op zijn carrière in het gelegenheidsprogramma Dank weerman Frank.
Frank Deboosere werkte bij de Astroclub Volkssterrenwacht Mira in Grimbergen van 1984 tot 2018 als vrijwillig medewerker. Ook in het weerbericht verwees Deboosere geregeld naar komende hemelverschijnselen. 
Van Deboosere werden nieuwe woorden opgenomen in Van Dale, het Groot Woordenboek der Nederlandse Taal: voor zijn weerberichten bedacht hij de woorden 'ochtendgrijs', 'winterprik' en 'lenterig'. In dezelfde lijn ligt het boek En de zon fietst door de hemel van Karel Sergen. Het is gebaseerd op 30 jaar weerberichten van Frank: het is een jaarkrans met gedichten van dichter Sergen die in de voetsporen liggen van de taalcreativiteit van Deboosere. Frank Deboosere plaatste bij elk van de 52 weergedichten 52 weerfoto's van eigen hand.

### Kom op tegen Kanker
Sinds 2003 is hij campagneleider van Kom op tegen Kanker.

### Andere media-optredens
In de jaren 90 had Deboosere gedurende jaren elke zaterdagochtend om 9 uur een populair weerpraatje met Dirk Somers en Luc Verschueren op het het Radio 2-programma Ochtendkuren.
Met zijn collega's van de VRT-weerdienst trad Deboosere enkele keren op met een muzikale act in het Vlaamse televisieprogramma De Droomfabriek. Verder zat hij soms in het panel van De drie wijzen.
In 2007 en 2008 was hij ook te zien in Man Bijt Hond als "het milieumanneke", een rubriek waarin hij (als een klein groen mannetje) tips gaf om energie uit te sparen. Hij was ook even te zien in F.C. De Kampioenen.
In het kader van het Internationale jaar van de sterrenkunde (naar aanleiding van de vierhonderdste verjaardag van het gebruik van de telescoop door Galileo) is hij ambassadeur van de sterrenkunde.
Zijn eigen podcast Planeet Frank wijdt Deboosere aan zijn passie voor het klimaat en milieu.

### Muzikale carrière
In 1994 richtte Deboosere en 10 andere mensen de electronica-muziekgezelschap Art for Ears op, die anoniem elektronische muziek uitbrachten. Ze hebben vier cd's op de markt gebracht. Eén specifieke track werd veel gedraaid tijdens het radioprogramma De Lieve Lust (1991-1999). Pas op 17 januari 2012 kwam aan het licht dat Deboosere deel uitmaakte van Art for Ears.

### Persoonlijk
Deboosere is getrouwd met Hilde Simons, die in 1987 ook heel even weervrouw was voor de VRT. Zij hebben samen vier kinderen. Tine en Paskal Deboosere zijn zussen van Frank.

## Prijzen en onderscheidingen
- In 1994 werd hij door de Snorrenclub Antwerpen tot "Snor van het Jaar" verkozen. In 1999 schoor hij zijn snor echter af.[9]
- In 1997 ontving hij de eerste Wablieft-prijs voor de 'klare taal' die hij tijdens zijn weerpraatje en de presentatie van 'De kip of het ei' gebruikte.
- Sinds 2017 is Frank Deboosere peter van de Vlaamse Olympiades voor Natuurwetenschappen
- In 2017 ontving hij het Ereteken van de Vlaamse Gemeenschap.
- In 2019 werd hij erelid van de Vereniging voor Sterrenkunde.
- De koepel van Volksterrenwacht Mira in Grimbergen draagt zijn naam.

## Trivia
- Frank Deboosere was als twaalfjarige lid van het Mechelse Onze-Lieve-Vrouweknapenkoor dat te horen is in de hit De Vogel uit 1970 van Tim Visterin.[10] Hij leerde rond die tijd ook pianospelen, wat hem later van pas kwam als muziekbegeleider van onder andere muzikant Mathieu Engels bij optredens in woonzorgcentra voor mensen met dementie.